# FAST 채널
FAST 채널(Free Ad-supported Streaming Television)은 광고 기반의 무료 스트리밍 텔레비전 서비스를 지칭하는 용어로, 사용자는 유료 구독 없이 인터넷을 통해 실시간 방송 콘텐츠를 무료로 시청할 수 있다. 이는 전통적인 방송 TV와 유사한 선형(linear) 시청 경험을 제공하며, 스트리밍 기반 플랫폼에서 구현된다.

## 개요
FAST 채널은 기존 유료 OTT(Over-the-top) 서비스와 달리, 콘텐츠 이용에 별도의 비용을 지불하지 않고 광고 시청을 통해 수익을 창출하는 방식이다. 콘텐츠는 실시간 편성 채널 형태로 제공되며, 시청자는 TV 채널처럼 편성된 순서에 따라 콘텐츠를 소비하게 된다.

## 특징
- 광고 기반 무료 시청: 사용자는 유료 가입 없이 콘텐츠를 이용할 수 있으며, 서비스 사업자는 광고를 통해 수익을 창출한다.
- 선형 방송 방식: VOD(주문형 콘텐츠) 중심의 OTT와 달리, FAST 채널은 시간표 기반으로 콘텐츠가 실시간 재생된다.
- 플랫폼 다양성: 스마트TV, 모바일, PC 등 다양한 기기에서 접근 가능하며, TV 플러스(Plus) 앱 등으로도 제공된다.
- 콘텐츠 구성: 영화, 드라마, 예능, 뉴스, 스포츠 등 다양한 장르가 포함되며, 특정 주제 기반의 채널로도 구성된다.

## 주요 플랫폼
세계적으로 FAST 채널 서비스를 제공하는 대표적인 플랫폼은 다음과 같다.
- Pluto TV – 파라마운트 글로벌(Paramount Global) 산하
- Samsung TV Plus – 삼성전자 스마트TV 탑재
- LG Channels – LG전자 스마트TV 전용
- Tubi – FOX Corporation이 인수
- Freevee – 아마존(Amazon)이 운영

## 한국 내 동향
2020년대 중반부터 한국에서도 FAST 채널 플랫폼 도입이 본격화되었으며, 일부 콘텐츠 기업들은 자사 콘텐츠를 FAST 채널 형태로 글로벌 스트리밍 플랫폼에 제공하고 있다. K-콘텐츠를 중심으로 한 FAST 채널 제작 및 송출 사례가 증가하고 있으며, 방송·영상 업계에서 새로운 수익 모델로 주목받고 있다.